# Jassyniwka
Jassyniwka (ukrainisch Ясинівка; russisch Ясиновка/Jassinowka) ist eine Siedlung städtischen Typs im Osten der Ukraine in der Oblast Donezk mit etwa 3700 Einwohnern.

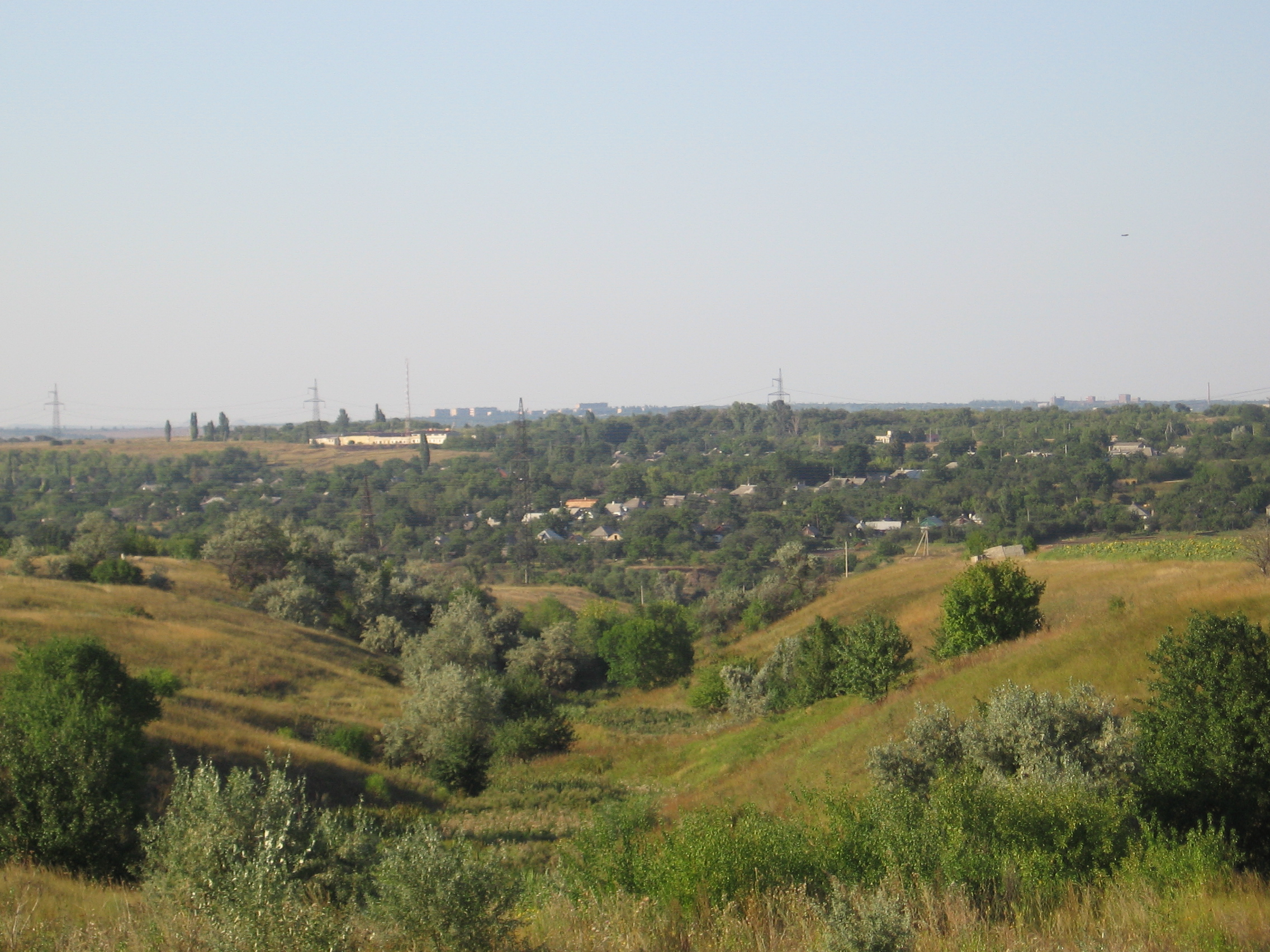
Blick auf den Ort

## Geographie
Die Siedlung städtischen Typs liegt im Donezbecken, etwa 19 Kilometer nordöstlich vom Oblastzentrum Donezk und 10 Kilometer nördlich vom Stadtzentrum von Makijiwka, zu dessen Stadtkreis sie zählt, entfernt.
Zur Siedlungsratsgemeinde von Jassyniwka, welche verwaltungstechnisch dem Stadtrajon Kirow innerhalb von Makijiwka zugeordnet ist, zählt noch die Siedlung städtischen Typs Semljanky.
Im Ortsgebiet befindet sich die Jassyniwkaer Koksfabrik (Ясинівський коксохімічний завод), durch den Ort verläuft der Krywyj Torez, südlich der Siwerskyj-Donez-Donbas-Kanal (Канал Сіверський Донець — Донбас).

## Geschichte
Der Ort entstand 1690 als Kosakensiedlung, 1938 bekam Jassyniwka den Status einer Siedlung städtischen Typs, seit Sommer 2014 ist der Ort im Verlauf des Ukrainekrieges durch Separatisten der Volksrepublik Donezk besetzt.